# Улица Королёва (Чернигов)
Улица Королёва (укр. Вулиця Корольова) — улица в Деснянском районе города Чернигова. Пролегает от улицы Маресьева до тупика возле улицы Александровская, исторически сложившаяся местность (район) Александровка.
Примыкают 1-й переулок Королёва, Кольцевая улица, 2-й переулок Королёва.

## История
В 1970-е годы получила название улица Королёва — в честь честь советского учёного, конструктора ракетно-космических систем, академика АН СССР Сергея Павловича Королёва. 
Одна из первых улиц Александровки, проложенных до 1999 года — до вхождения в состав города Чернигова. Согласно Топографической карте М-36-015, по состоянию местности на 1985 год была проложена большая часть улицы (кроме северной оконечности). Согласно Опорному плану Чернигова, к 2001 году улица приобрела современные размеры. 

## Застройка
Улица пролегает в северном направлении с небольшим уклоном на восток — в сторону авиабазы «Чернигов» — параллельно улице 1 Мая. Юго-западный угол перекрёстка улиц Королёва и Маресьева занят гаражным кооперативом.  Парная и непарная стороны начала улицы заняты малоэтажной жилой застройкой (2-3-этажные дома, также по одному 4-этажному и 5-этажному дому) и частично усадебной застройкой, далее после примыкания Кольцевой улицы — усадебной застройкой.
Учреждения: нет